# Vadim Rakov
Vadim Sergeevič Rakov (in russo Вадим Сергеевич Раков?; 9 gennaio 2005) è un calciatore russo, attaccante del Kryl'ja Sovetov Samara in prestito dalla Lokomotiv Mosca.

## Carriera

### Club
Cresciuto nel settore giovanile della Lokomotiv Mosca, ha esordito in prima squadra il 13 agosto 2022, in occasione dell'incontro di Prem'er-Liga pareggiato 1-1 contro il Kryl'ja Sovetov Samara, diventando così il primo giocatore nato nel 2005 ad esordire nella prima divisione russa.

### Nazionale
Ha giocato nelle nazionali giovanili russe Under-15, Under-17 ed Under-18.

## Statistiche

### Presenze e reti nei club
Statistiche aggiornate al 4 marzo 2023.
| Stagione        | Squadra         | Campionato      | Campionato | Campionato | Coppe nazionali | Coppe nazionali | Coppe nazionali | Coppe continentali | Coppe continentali | Coppe continentali | Altre coppe | Altre coppe | Altre coppe | Totale | Totale |
| Stagione        | Squadra         | Comp            | Pres       | Reti       | Comp            | Pres            | Reti            | Comp               | Pres               | Reti               | Comp        | Pres        | Reti        | Pres   | Reti   |
| --------------- | --------------- | --------------- | ---------- | ---------- | --------------- | --------------- | --------------- | ------------------ | ------------------ | ------------------ | ----------- | ----------- | ----------- | ------ | ------ |
| 2022-2023       | Lokomotiv Mosca | PL              | 4          | 0          | CR              | 3               | 0               |                    | -                  | -                  |             | -           | -           | 7      | 0      |
| Totale carriera | Totale carriera | Totale carriera | 4          | 0          |                 | 3               | 0               |                    | -                  | -                  |             | -           | -           | 7      | 0      |